# Sussex Championships 1973
Die Sussex Championships 1973 als offene internationale Meisterschaften im Badminton von Sussex fanden Ende 1973 statt.

## Finalergebnisse
| Disziplin    | Sieger                      | Finalist                       | Ergebnis            |
| ------------ | --------------------------- | ------------------------------ | ------------------- |
| Herreneinzel | Paul Whetnall               | Brian White                    | 15-10, 18-14        |
| Dameneinzel  | Gillian Gilks               | Margaret Beck                  | 4-11, 12-10, 11-7   |
| Herrendoppel | Paul Whetnall David Hunt    | William Kidd Alan Connor       | 12-15, 15-9, 15-11  |
| Damendoppel  | Gillian Gilks Margaret Beck | Susan Whetnall Margaret Boxall | 17-15, 15-10        |
| Mixed        | William Kidd Barbara Giles  | Alan Connor Gillian Gilks      | 14-18, 15-11, 17-16 |

Anmerkungen
Federball veröffentlicht kein Ausrichtungsdatum, so dass es sich auch um die Sussex Championships 1974 handeln könnte.